# Palca (La Paz)
Palca es una pequeña localidad y municipio de Bolivia, capital de la provincia de Murillo en el departamento de La Paz. La localidad cuenta con una población de 1.180 habitantes (2013), mientras que el municipio tiene 16.622 habitantes (según el Censo INE 2012).

## Historia
Esta pequeña localidad fue fundada por los conquistadores españoles, cuando se aventuraron por conseguir oro por esta zona cerca de las faldas del Illimani. Allí los conquistadores construyeron una iglesia, que actualmente constituye un monumento parte del patrimonio nacional en esta localidad.

## Geografía
El municipio de Palca se ubica en la parte suroriental de la provincia de Murillo, al centro del departamento de La Paz. El municipio limita al noroeste con el municipio de La Paz, al oeste con el municipio de Mecapaca, al sur con los municipios de Sapahaqui y Cairoma en la provincia de Loayza, al oeste con el municipio de Quime en la provincia de Inquisivi, y al noreste con el municipio de Yanacachi en la provincia de Sud Yungas.
La localidad de Palca se encuentra en una cabecera de valle pasando las localidades de Ovejuyo y Uni desde La Paz. Se encuentra a unas dos horas de la ciudad de La Paz en las faldas del Illimani y el Mururata.La población se dedica agricultura, ganadería y la extracción de minerales especialmente el oro, wolframio y zinc.
La vegetación predominante en el municipio varía de acuerdo a los pisos ecológicos existentes.Se observa una vegetación arbustiva con predominancia de paja brava, tholares y yaretas,mientras que en la parte del subandino ( valles) que constituye la mayor parte del municipio, se aprecia una vegetación herbácea, con presencia de arbustos nativos y eucaliptos introducidos.

## Demografía
De acuerdo con el censo boliviano de 2024, la población del municipio de Palca es de 21 641 habitantes.
La población del municipio aumentó en más de dos tercios entre 1992 y 2024, mientras que la población de la localidad ha disminuido aproximadamente una quinta parte en entre 1992 y 2012:
| Año  | Habitantes (municipio) | Habitantes (localidad) | Fuente |
| ---- | ---------------------- | ---------------------- | ------ |
| 1992 | 12.360                 | 1003                   | Censo  |
| 2001 | 14.185                 | 876                    | Censo  |
| 2012 | 16.622                 | 796                    | Censo  |
| 2024 | 21.641                 |                        | Censo  |

## Transporte
Para llegar a Palca se puede tomar buses de la zona de Alto San Pedro. Las salidas son intermitentes y no existe un servicio fluido.

## Atractivos turísticos
- El camino del Inca
- El cañón de Palca
- El nevado del Mururata